# Entertainment!
| 전문가 평가                   | 전문가 평가 |
| 평가 점수                     | 평가 점수   |
| 출처                          | 점수        |
| ----------------------------- | ----------- |
| AllMusic                      | [ 1 ]       |
| Blender                       | [ 2 ]       |
| Christgau's Record Guide      | A           |
| Encyclopedia of Popular Music | [ 4 ]       |
| Entertainment Weekly          | A+          |
| Pitchfork                     | 9.5/10      |
| Q                             | [ 7 ]       |
| Record Mirror                 | [ 8 ]       |
| Rolling Stone                 | [ 9 ]       |
| The Rolling Stone Album Guide | [ 10 ]      |
| Spin Alternative Record Guide | 10/10       |

《Entertainment!》는 영국의 포스트펑크 밴드 갱 오브 포의 데뷔 스튜디오 음반이다. 1979년 9월, EMI 레코드를 통해 국제적으로, 워너 브라더스 레코드를 통해 북미 지역에 발매되었다. 스타일적으로는 펑크 록에 크게 기반을 두면서도 펑크, 레게, 덥 등의 영향을 함께 담고 있다. 가사와 커버 아트는 밴드의 좌파 정치 성향을 반영하고 있다. 《Entertainment!》는 포스트펑크 운동에서 기념비적인 음반으로 평가받는다.
2020년, 《Entertainment!》는 《롤링 스톤》이 선정한 역사상 가장 위대한 음반 500장 목록에서 273위에 올랐다.

## 커버 아트
음반의 커버 디자인은 존 킹이 맡았으며, 프랑스의 68운동에 영향을 준 좌파 조직 상황주의 인터내셔널의 사상에서 영향을 받았다. 커버에는 "인디언"과 "카우보이"가 악수하는 장면이 세 번 반복되어 등장하며, 이는 한때 동독에서 자본주의 비판적 서사로 인기를 끌었던 비네투 시리즈 영화의 장면을 바탕으로 제작되었다. 인물들의 얼굴은 각각의 고정관념적 피부색을 상징하듯 붉은색과 흰색의 덩어리로 처리되어 있다. 이미지 주변에는 "인디언은 미소 짓는다. 그는 카우보이가 친구라고 생각한다. 카우보이는 미소 짓는다. 인디언이 속아 넘어가서 기쁘다. 이제 그는 인디언을 착취할 수 있다."는 문구가 둘러져 있다. 이를 통해 커버는 착취의 주제를 다루면서, 민족적, 사회적, 정치적 갈등을 단순화한 대중문화 속 "카우보이와 인디언" 서사에 대한 비판적 시각을 드러낸다.
음반 뒷면 커버에는 한 가족이 등장하며, 아버지는 "나는 대부분의 돈을 나 자신에게 써서 살을 찌운다"고 말하고, 어머니와 아이들은 "우리는 그의 남은 음식을 감사히 여긴다"고 말한다. 내부 슬리브는 텔레비전에 나오는 장면들을 담은 작은 사진들과, 그에 덧붙여 언론 보도의 이면에 숨겨진 의미를 드러내는 텍스트들로 구성되어 있다. 예컨대 "사실은 중립적으로 제시되며, 대중은 스스로 판단할 수 있다", "남성은 조국을 방어하기 위해 영웅적으로 행동한다", "사람들은 자신이 원하는 것을 제공받는다" 등의 문구를 통해, 밴드는 미디어가 전달하는 메시지의 이데올로기적 성격과 현실 왜곡을 비판하고 있다.

## 곡 목록
모든 곡들은 갱 오브 포에 의해 작사/작곡하였다.
| #  | 제목                    | 재생 시간 |
| -- | ----------------------- | --------- |
| 1. | 〈Ether〉               | 3:52      |
| 2. | 〈Natural's Not in It〉 | 3:09      |
| 3. | 〈Not Great Men〉       | 3:08      |
| 4. | 〈Damaged Goods〉       | 3:29      |
| 5. | 〈Return the Gift〉     | 3:08      |
| 6. | 〈Guns Before Butter〉  | 3:49      |

| #  | 제목                          | 재생 시간 |
| -- | ----------------------------- | --------- |
| 1. | 〈I Found That Essence Rare〉 | 3:09      |
| 2. | 〈Glass〉                     | 2:32      |
| 3. | 〈Contract〉                  | 2:42      |
| 4. | 〈At Home He's a Tourist〉    | 3:33      |
| 5. | 〈5.45〉                      | 3:48      |
| 6. | 〈Anthrax〉                   | 4:23      |